# Ахмеди
Ахмеди́, Таджеддин Ибрахим ибн Хызыр (тур. Tâcü'd-din İbrahim b. Hızır, Tâcü'd-din Ahmed; 1334—1413, Амасья) — турецкий поэт, автор сборников лирических газелей и касыд. Среди придворных турецких поэтов он считается первым, писавшим светские произведения. Наиболее известное произведение Ахмеди — первая турецкая нерелигиозная поэма «Искендер-наме»; часть этой поэмы — самая ранняя сохранившаяся хроника Османской империи. Диван Ахмеди считается самым ранним диваном в османской литературе. Перу Ахмеди принадлежит первый османский мевлид — описание рождения пророка Мухаммеда и Мираджа. За свою долгую жизнь поэт служил многим анатолийским правителям: Исе-бею Айдыноглу, Сулейману Гермияноглу, Баязиду I, Тамерлану, Сулейману Челеби, Мехмеду Челеби.

## Биография
Первоисточниками сведений об Ахмеди являются историки Ибн Арабшах и Ташкопрюзаде. Их труды послужили основой для работ последующих авторов, в том числе для Мустафы Али.

### Происхождение и начальные годы
Вероятно, Ахмеди родился в 1334 году. Настоящее имя Ахмеди — Таджеддин Ибрахим, имя его отца — Хызыр. Место рождения Амеди неизвестно. Османские историки Латифи и Мустафа Али считали, что он был уроженцем Сиваса, с ними согласен Йозеф Хаммер. Ташкопрюзаде, чьё описание жизни Ахмеди, по словам историка литературы Э. Гибба, «более надёжное, чем у Латифи», писал, что Ахмеди и его брат родились в эмирате Гермиян. Историк турецкой литературы Нишад Банарлы назвал местом рождения поэта деревню Усак вблизи столицы Гермияна Кютахьи.
Совсем молодым Ахмеди уехал учиться в Каир, бывший в то время центром арабской культуры. Известно, что помимо прочих наук Ахмеди изучал медицину и математику. Вместе с ним у шейха Экмаледдина аль-Бабарти обучались Хаджи из Айдына и Фенари, которые впоследствии стали известными учёными. Ташкопрюзаде записал анекдот, повторяемый всеми последующими биографами, о том, как трое друзей однажды оказались у некоего человека, имевшего репутацию предсказателя. Хаджи-паше он сказал: «Ты будешь заниматься медициной»; Фенари: «Ты будешь сиять, и от тебя многие получат свет». Ахмеди от него услышал: «Ты посвятишь себя поэзии».

### В Анатолии до османской оккупации
В период между возвращением из Каира и 1390 годом Ахмеди служил Исе-бею Айдыноглу и Сулейману-бею Гермияноглу. Точное время пребывания поэта в Айдыне и Гермияне неизвестно. По мнению Х. Иналджика, поэт описал кампанию Мурада I против Алаэддина Караманида 1386 года как очевидец. Х. Иналджик полагал, что в 1386 году Ахмеди находился на службе у Сулеймана-бея Гермияноглу и вместе со своим патроном участвовал в кампании. Скорее всего, на службе у правителя Гермияна Ахмеди находился до смерти последнего, наступившей в 1388 году.
По словам Ташкопрюзаде, из Каира Ахмеди сразу же направился в Гермиян и стал хаджи (наставником) эмира и его жены, увлекавшихся поэзией и ценивших своего наставника. Французский византинист Поль Лемерль сообщал, что Ахмеди был наставником сыновей правителя Айдына. По мнению турецкого историка литературы Г. Кута, возвратясь из Каира, Ахмеди некоторое время был наставником Хамзы (Мусы), сына Исы-бея Айдыноглу, поскольку Хамзе Ахмеди посвятил три книги учебного характера. Историки Д. Еремеев и М. Мейер также писали, что Ахмеди служил Гермияноглу уже после того, как жил у Айдыноглу. Других данных о точном местонахождении Ахмеди и его перемещениях в Анатолии в период до 1389 года нет.

### Последние годы
В 1389/1390 году Баязид захватил бейлики Малой Азии и сместил их правителей. О том, где жил Ахмеди в период османской оккупации бейликов в период с 1389 по 1402 год, также сохранилось мало сведений. Согласно историку Латифи, в 1390 году поэт жил в Кютахье, столице Гермияна. Несмотря на это, историк Х. Иналджик полагал, что уже с 1389 года Ахмеди находился на службе у Баязида I. По мнению Х. Иналджика, в 1389 году Ахмеди сопровождал Баязида в Балканском походе и был свидетелем Косовской битвы. Примерно с 1396 года Ахмеди — музахиб (фаворит и компаньон) Сулеймана Челеби, который был наместником своего отца в Бурсе. Около 1400 года шейх из Дамаска (возможно, Ибн аль-Джазари), посетив Бурсу, встретился с Ахмеди и вёл с ним дискуссию о пророке.
В 1402 году Ахмеди жил уже в Амасье. Когда в городе остановился Тамерлан, поэт преподнёс ему касыду. Стихотворение понравилось завоевателю, который пригласил Ахмеди к своему двору. Ташкопрюзаде привёл рассказ, иллюстрирующий отношение Тамерлана к поэту. По словам историка, однажды эмир Тимур пригласил Ахмеди с собой в хаммам. В качестве забавы он предложил поэту шуточно оценить каждую из юных красавиц, прислуживавших им. Когда Ахмеди оценил всех девушек, эмир сказал: «А теперь оцени меня». Ахмеди оценил правителя в «восемьдесят акче (небольшая серебряная монета)». «Только полотенце на мне стоит 80 акче!» — сказал Тамерлан. «Я и оценивал лишь полотенце, а ты сам [как красавица] не стоишь и гроша!» — ответил поэт. Тамерлан смог оценить смелую шутку и не только не рассердился на поэта, но и одарил его.
После смерти Тамерлана поэт вернулся в Анатолию и был вновь принят Сулейманом Челеби, который собрал при своём дворе многих поэтов. Там же служил и брат Ахмеди, Хамзеви. Хамзеви в основном известен тем, что собрал в двадцати четырёх томах легендарную историю Хамзы, дяди пророка Мухаммеда. Этот труд был написан прозой, свободно перемежаемой стихами. Ахмеди посвятил Сулейману Челеби поэму «Искендер-наме» или «Книгу Александра». Это произведение Ахмеди дорабатывал и редактировал до самой смерти. Так, для того, чтобы поэма больше понравилась османскому принцу, Ахмеди добавил главу об османской династии. Поэт также написал для Сулеймана Челеби диван, состоящий из касыд и газелей. Вероятно, Ахмеди был влиятельным придворным. Сохранился договор Сулеймана Челеби с Византией, под которым Ахмеди поставил свою подпись как свидетель. Отношения Ахмеди с великим визирем Сулеймана, Чандарлы Али-пашой, были напряжёнными — в Дастане поэт отозвался об Али-паше как о человеке «малых знаний».
После смерти Сулеймана в 1410 году поэт, согласно Ташкопрюзаде, вернулся в Амасью, где и умер в конце 815 года по календарю Хиджры (в январе или феврале 1413 года по западному летосчислению) в возрасте 80 лет. Некоторое время перед смертью поэт служил Мехмеду Челеби

### Труды
Неужели это волосы, а не мускус и амбра?

Неужели это губы, а не сахар и мед?

Это синие глаза иль опьяненные нарциссы?

Прелестное лицо или свежая роза?

Перед стройностью твоею до земли
 склонились ветви Тубы

Сладости твоих губ взалкал Кевсер.

Ты — ангел или мудрости воплощенье?

Человек ты или дух, обретший плоть?..

О аллах, взгляни, как твою красоту.

Как черты твои в этом мире 
обрисовывает Ахмеди
... Я спросил: «Что твои губы?» — 
сказала: «Настоящий рубин».

Я спросил: «Что твои зубы?» — 
сказала: «Жемчуг чистой воды».

Я спросил «В разлуке долго мне страдать? — 
сказала:

«Без стенаний и рыданий лютни нет и флейты нет»...
Ахмеди — автор самых ранних сохранившихся османских романтических стихотворений. По словам Ашик-паша-заде, стихотворение «Канопус и Весна» было написано ещё во время правления Мурада I. Всего перу Ахмеди принадлежат одиннадцать трудов, семь из которых написаны на тюркском языке, а четыре — на персидском.
1) Самый известный труд Ахмеди — поэма «Искендер-наме», которую он написал в подражание одноимённой персидской поэме Низами Гянджеви. «Искендер-наме» Ахмеди — первое произведение в тюркской литературе, в котором разрабатывается тема Александра Македонского. Ахмеди переработал сюжет и ввёл в поэму научные знания своего времени, чем превратил её в своеобразную энциклопедию.
2) В 1403 году по заказу Сулеймана Челеби Ахмеди написал поэму «Джемшид и Хуршид» по мотивам одноимённой поэмы на персидском языке. Ахмеди обогатил сюжет, добавив к нему детали из тюркских сказок, легенд и дастанов. Единственная её копия хранится в Университете Стамбула (nr. 921). После воцарения Мехмеда I Аххмеди посвятил поэму ему. Профессор Мехмет Акалин издал поэму в 1975 году в Анкаре.
3) Диван Ахмеди известен в нескольких копиях. В библиотеке Ватикана (Vat Turco 196) и в библиотеке Сулеймание (Hamidiye, nr. 1082 m.) хранятся копии дивана. Диван Ахмеди считается самым ранним диваном в османской литературе. Часть дивана была опубликована в Анкаре в 1988 году.
4) Mevlid («Рождение пророка») — труд, написанный в 1407 году и полностью вошедший в «Искендер-наме». Однако встречаются более ранние рукописи, содержащие только Mevlid.
5) Mirâc-nâme («Книга о мирадже»), состоящая из 479 бейтов, написана одновременно с предыдущей книгой.

6) Dâstân-ı Tevârih-i Mülk-i Âl-i Osmân — первый газават-наме (рассказ о священной войне) в стиле поэмы «Месневи» Джелаледдина Руми, то есть дидактическое эпическое произведение, написанное попарно рифмующимися (аа, bb, cc и так далее) двустишиями. Полностью вошёл в «Искендер-наме», став последней главой поэмы. Dâstân является хроникой дома османов.
7) Tervihu’lervah — медицинский труд, посвящённый диагностике, анатомии и патологиям; состоит из 10 010 бейтов. Сначала Ахмеди посвятил его Сулейману Челеби, а после смерти Сулеймана труд был посвящён Мехмеду I в Бурсе. Книга содержит информацию о гигиене и фармакологии, а в пятой главе описаны симптомы и лечение различных заболеваний. Известны несколько копий книги, четыре из которых хранятся в библиотеке музея Топкапы (Revan Odası, nr.1681 авторская копия; nr. H 1986; nr. A 1986; A 2124) и одна — в библиотеке Сулеймание (nr. 3595).
8) Bedayi u’s-sihr fi şanayi i’s -şir, в котором Ахмеди рассуждает на персидском языке об искусстве литературы и приводит примеры на арабском, персидском и турецком языках. Книга содержит 107 аятов, 27 хадисов, 420 арабских бейтов, 331 персидских бейтов и большое число специально написанных примеров предложений на арабском и персидском языках.
Три книги написаны для Хамзы (Мусы)-бея Айдыноглу. Это учебники для Хамзы, посвящённые либо ему, либо Исе-бею:
9) Mirkatü'l- edeb написана на арабском и персидском языках в стихах. Состоит из 792 бейтов и посвящена астрономии, астрологии, математике и фикху, представляя собой своеобразный глоссарий в стихах. О том, что Ахмеди был автором этой книги, писал историк Кятиб-Челеби. Самая ранняя сохранившаяся копия относится к 1432 году, вторая — к 1436 году. На данный момент известно 6 копий.
10—11) Mizanü'l-edeb, Miyâru’l-edeb — две книги, состоящие из 195 и 170 бейтов соответственно, которые посвящены правилам арабского языка.
12—13) Историк Х. Иналджик высказал предположение, что Ахмеди является автором газават-наме о Косовской битве и «Рассказов о султане Мехмеде» (Ahval-i Sultan Mehemmed). Оба произведения сохранились включёнными в «Историю» Мехмеда Нешри.

## Оценка и значение
Как писал историк литературы Э. Гибб, некоторые из османских учёных и поэтов XVI века, любителей «высокого стиля» и изящных фраз, недооценивали труд Ахмеди. Ими даже высказывалось неверное мнение, что «Искендер-наме» Ахмеди была лишь переводом Низами. Кыналызаде Хасан Челеби (ум.1607), автор биографического словаря поэтов, писал об Ахмеди, что «манера его стихосложения печально известна». Мустафа Али писал о «его рассеянном и многоликом месневи» и о «его безвкусных и неловких фразах». Латифи писал, что литературное «мастерство» Ахмеди никак не соответствовало его знаниям. По словам Латифи, Мир Салман (эмир Сулейман, правитель Гермияна) якобы отказался принять «Искендер-наме» Ахмеди, заявив, что «изящная касыда была б лучше такой книги». Расстроенный Ахмеди вернулся домой, где его ждал ученик, Шейхи Гермияни. Шейхи за ночь сочинил касыду, которую Ахмеди отнёс Мир Салману, на что эмир заявил: «Если ты автор касыды, то книга написана не тобой. Если книга написана тобой, то касыда не твоя».
Как отметил историк П. Фодор, современные литературоведы и историки, напротив, высоко оценивают вклад Ахмеди в развитие турецкой литературы и историографии. По словам Фодора, произведения Ахмеди являются источником бесценной информации для учёных по всем вопросам. Ахмеди оказал влияние на позднейших хронистов. По мнению исследователя Б. Турны, к XVI столетию османские историки уже приняли и использовали творчество Ахмеди как стандарт в написании исторических трудов. Османист Л. Силай отмечал, что Dâstân-ı Tevârih-i Mülk-i Âl-i Osmân представляет большую ценность и что без ссылок на Ахмеди не обходится ни один исторический труд, посвящённый образованию Османской империи.
Э. Гибб и османист Д. Кастритсис называют «Искендер-наме» Ахмеди первой энциклопедией в Османской империи. Она была очень популярна, известно более 100 её копий. Историк К. Сойер утверждала, что «Мевлид» Ахмеди был первым мевлидом в турецкой литературе. Историки называют «Дастан» самой ранней сохранившейся хроникой династии Османов. По её словам, именно Ахмеди акцентировал внимание на роли Османа I и его потомков как гази и продвигал тезис о том, что религиозно настроенные воины стремились расширить «Территорию ислама».
Историк литературы Н. Банарлы называл Ахмеди «великим анатолийским поэтом». Э. Гибб отзывался об Ахмеди как о «самом раннем романтике среди западных турок». В Краткой литературной энциклопедии Ахмеди назван «одним из зачинателей светской придворной поэзии». По мнению тюркологов Д. Еремеева и М. Мейера, поэма Ахмеди «служит ещё одним примером растущего самосознания турецкого народа, пытающегося осмыслить своё место в жизни человечества». По словам историка турецкой литературы Боролиной И. В., творчество Ахмеди отмечено «значительными достижениями», в его поэзии «намечается новое, жизнеутверждающее ощущение бытия».

## Комментарии
1. ↑  Известно, что поэт скончался в 1413 году в возрасте около 80 лет. Эта информация служит для примерного определения времени рождения Ахмеди.
2. ↑  Шараф-хан Бидлиси назвал Шейхи среди шейхов периода правления Мурада I: «Маулана Шайхи Гармийани, который написал на турецком [языке] поэму „Хусрав у Ширин“. Население Рума любит ту поэму превыше [всякого] описания»[39]